# Epimyrma stumperi
Epimyrma stumperi је инсект из реда Hymenoptera и фамилије Formicidae.

## Угроженост
Ова врста се сматра рањивом у погледу угрожености врсте од изумирања.

## Распрострањење
Ареал врсте је ограничен на Швајцарску.